# 南怡島
座標: 北緯37度47分30秒 東経127度31分32秒 / 北緯37.79154度 東経127.525435度
南怡島（なんいとう、ナミソム）は大韓民国中北部を流れる北漢江の中にある、南北に長い半月型の島。直径4km、面積40万m2で、韓国ドラマ「冬のソナタ」の撮影に使われた観光地として知られる。行政上は江原特別自治道春川市に属しているが市中心部からは離れており、西岸の京畿道加平郡との関係が深い。

## 沿革
春川市南山面芳荷里に属する。もともとは北漢江沿いの微高地で、洪水時にのみ孤立する地形であった。1943年に下流（南方）に清平ダムが完成し、北漢江の水位が上昇したことによって陸地から切り離され、恒常的な島となった。「南怡島」の名は、若くして悲劇的な最期を遂げた朝鮮王朝時代（15世紀）の将軍・南怡の墓が島内にあることに由来する。
1960年代の後半から島の所有企業による観光開発がはじめられ、自然に囲まれた観光地として知られていた。しかしこの島が韓国内外で著名となった契機は、2002年に韓国で放送されたドラマ「冬のソナタ」である。島内の各地でロケが行われ、メタセコイア並木は女性主人公ユジン（チェ・ジウ）と男性主人公チュンサン（ペ・ヨンジュン）がデートした場面に使用された。このドラマは日本（2003年）や台湾でも放送され、島を訪れる韓国人・日本人・中国人（特に香港人）・台湾人観光客が急増した。ドラマ人気が一巡した今は、観光客数も一時よりは落ち着いている。
現在島を所有しているのは「株式会社南怡島」で、絵本作家の康禹鉉が代表を務める。2006年3月1日に「ナミナラ共和国」として「独立」を宣言し、ミニ独立国の体裁をとっている。

## 施設

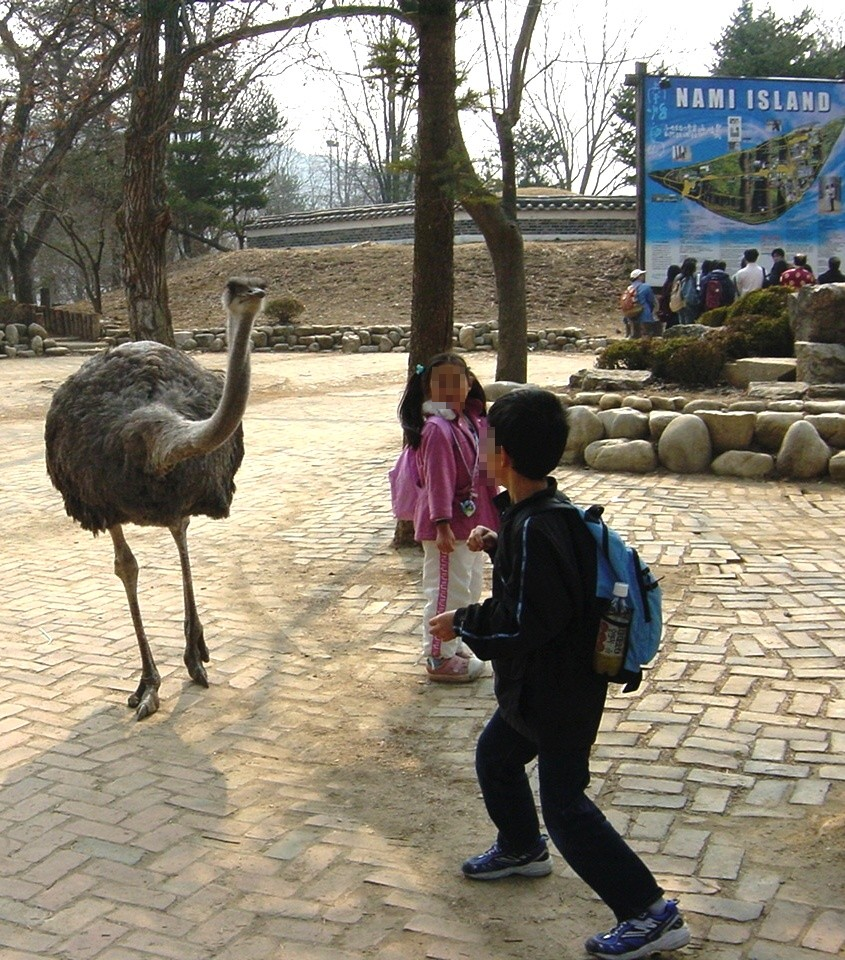
島内ではダチョウが放し飼いにされている。後方は南怡将軍の墓（2005年3月）。

「冬のソナタ」関連の観光名所としては、メタセコイア並木の入り口に主人公2人が見つめ合う等身大の銅像が建てられているほか、初デートのベンチや、死亡したと思われたチュンサンの慰霊をおこなった桟橋、出演者のサインを展示した「恋歌の家」などがある。
「冬のソナタ」関連以外の本来の施設としては、アジアフアミリーレストラン東門・韓食専門レストラン南門・ホテル静観楼・美術ギャラリー・子供向けの遊具やミニ列車・バンガロー・貸し自転車・貸し電動バイクなどがある。また、ダチョウやリスが放し飼いにされ、訪問者に愛嬌をふりまいている。
島の名の由来となった「南怡将軍の墓」は、島の船着場の近くにある。複数ある伝承地の一つで、義侠心に富む男が将軍の遺体を刑場から持ち出し、葬った場所と伝えられる。
島の中央にある観光案内所では無料で荷物を預かってもらえるほか、日本語や中国語が話せる係員がいることが多く、外国からの観光客に対応している。

## 交通アクセス
- 鉄道

ソウル特別市内の上鳳駅から●京春線急行で約40分、緩行で約50分、加平駅下車、加平駅からタクシーで約10分。
- バス

ソウル市内の東ソウル総合ターミナルから約1時間半、加平バスターミナル下車、バスターミナルからタクシーで約10分。

## 註
1. ↑  『朝鮮日報』電子版 2006年8月20日付 「『冬ソナ』南怡島取り戻せ!　春川市の「奪還計画」」 （日本語）
2. ↑  『朝鮮日報』電子版 2006年9月12日付 「親日派の子孫ら、相当数が財産処分しすでに海外へ」 （日本語）